# یواس‌اس استاندارد ارو (آی‌دی-۱۵۳۲)
یواس‌اس استاندارد ارو (آی‌دی-۱۵۳۲) (به انگلیسی: USS Standard Arrow (ID-1532)) یک کشتی بود که طول آن ۴۸۵ فوت ۳ اینچ (۱۴۷٫۹۰ متر) بود. این کشتی در سال ۱۹۱۶ ساخته شد.